# Diego Mustapha Ngarade
Diego Mustapha Ngarade alias Diego Maestro est un musicien, acteur, interprète et compositeur tchadien. Il décède en décembre 2013 à N'Djaména.

## Historique
Diego Mustapha Ngarade est né d’une mère pleureuse et cantatrice. L'artiste s'engage en faveur de l'égalité des chances,  il défend la cause des femmes et la liberté et la démocratie au Tchad. Il a été décoré chevalier de l'Ordre de mérite par le chef de l’État. Avant sa mort, il avait prévu de sortir un double album.

## Vidéographie
- https://www.youtube.com/watch?v=Snfni2TWbrY
- https://www.youtube.com/watch?v=YHLeEJh4POo